# Copa Verde 2018
La Copa Verde 2018 fue  la quinta (5º) edición del torneo que reúne equipos de la región norte y la región centro-oeste incluyendo el Estado de Espírito Santo. El torneo es organizado por la Confederación Brasileña de Fútbol, con un formato de disputa de partidos de ida y vuelta pasando solo un equipo a la siguiente fase.
Para esta edición, al igual que la anterior, serán 18 los equipos participantes de esta copa, los cuales clasifican por su desempeño en el respectivo campeonato estatal y su posición en el ranking de la CBF. Mediante el desempeño en el campeonato estatal, clasifican 12 equipos mientras que por su posición en el ranking de la CBF, clasifican los cuatro mejores equipos ubicados.

## Sistema de juego
Para esta edición, se mantiene la fase preliminar en la cual se enfrentarán, en dos llaves, dos equipos jugando llaves de ida y vuelta. Los ganadores clasificarán a la fase final del torneo.
Los dos ganadores de esta fase se enfrentarán con un equipo ya establecido en los octavos de final. Luego, se jugarán partidos de ida y vuelta para definir el paso a cuartos de final. Las demás fases (cuartos de final, semifinal y final) se jugarán en partidos de ida y vuelta.
Para este año (al igual que el anterior), no participarán equipos del estado de Goiás. Sin embargo, se reduce un cupo para el estado de Acre y el estado de Tocantins recibirá otro.
Además, con la modificación de los criterios de clasificación a los torneos internacionales, la CBF retiró el cupo que tenía asegurado el campeón de la Copa Verde a la Copa Sudamericana. Sin embargo, el campeón de la Copa Verde entrará directamente a los octavos de final de la Copa de Brasil a partir de la edición del 2018 del torneo que reúne equipos de todos los estados del país.

### Criterios de desempate
Los criterios de desempate de la competición son:
- Mayor número de victorias.
- Mayor número de goles marcados.
- Mayor número de goles marcados como visitantes.
- Tiros desde el punto penal.

## Equipos participantes

### Clasificados por campeonatos estatales
| Estado              | Club                    | Cidad                    | Vía de clasificación                                                                              | Estadio                  | Capacidad    |
| ------------------- | ----------------------- | ------------------------ | ------------------------------------------------------------------------------------------------- | ------------------------ | ------------ |
| Acre                | Atlético Acreano        | Rio Branco               | Campeón del Campeonato Acreano 2017                                                               | Arena da Floresta        | 20,000       |
| Amapá               | Santos-AP               | Macapá                   | Campeón del Campeonato Amapaense 2017                                                             | Zerão                    | 13,680       |
| Amazonas            | Manaus                  | Manaos                   | Campeón del Campeonato Amazonense 2017                                                            | Arena da Amazônia        | 44,000       |
| Distrito Federal    | Brasiliense Ceilândia   | Taguatinga Ceilândia     | Campeón del Campeonato Brasiliense 2017 Subcampeón del Campeonato Brasiliense 2017                | Mané Garrincha Abadião   | 72,788 3,000 |
| Espírito Santo      | Atlético Itapemirim     | Itapemirim               | Campeón de la Copa Espírito Santo 2017                                                            | José Olívio Soares       | 2,000        |
| Mato Grosso         | Cuiabá                  | Cuiabá                   | Campeón del Campeonato Matogrossense 2017                                                         | Arena Pantanal           | 44,000       |
| Mato Grosso del Sur | Corumbaense Operário-MS | Corumbá Campo Grande     | Campeón del Campeonato Sul-Matogrossense 2017 Tercer puesto del Campeonato Sul-Matogrossense 2017 | Arthur Marinho Morenão   | 5,000 29,670 |
| Pará                | Paysandu                | Belém                    | Campeón del Campeonato Paraense 2017                                                              | Curuzu                   | 16,200       |
| Rondônia            | Real Ariquemes          | Ariquemes                | Campeón del Campeonato Rondoniense 2017                                                           | Valerião                 | 2,500        |
| Roraima             | São Raimundo-RR         | Boa Vista                | Campeón del Campeonato Roraimense 2017                                                            | Ribeirão                 | 1,500        |
| Tocantins           | Interporto Sparta       | Porto Nacional Araguaína | Campeón del Campeonato Tocantinense 2017 Subcampeón del Campeonato Tocantinense 2017              | General Sampaio Mirandão | 2,000 9,000  |

### Clasificados por Ranking de la CBF
| Estado      | Club                 | Ciudad             | Vía de clasificación   | Estadio           | Capacidad |
| ----------- | -------------------- | ------------------ | ---------------------- | ----------------- | --------- |
| Acre        | Río Branco-AC        | Rio Branco         | 67.º Ranking de la CBF | Arena da Floresta | 20,000    |
| Amazonas    | Princesa do Solimões | Manacapuru         | 78.º Ranking de la CBF | Gilbertão         | 5,000     |
| Mato Grosso | Luverdense           | Lucas do Rio Verde | 35º Ranking de la CBF  | Passo das Emas    | 10,000    |
| Pará        | Remo                 | Belém              | 57.º Ranking de la CBF | Mangueirão        | 45,007    |

## Cuadro del campeonato
- Toda la organización de los juegos se encuentra en la página de la CBF.[5]

### Fase preliminar
- En la fase preliminar del campeonato, se enfrentarán Interporto y Princesa do Solimões (Juego 1) en una llave mientras que Corumbaense y Ceilândia (Juego 2) se enfrentarán para definir los clasificados a los octavos de final.

| Equipo local ida | Global | Equipo visitante ida | Ida   | Vuelta |
| ---------------- | ------ | -------------------- | ----- | ------ |
| Interporto       | 5 - 2  | Princesa do Solimões | 3 - 2 | 2 - 0  |
| Corumbaense      | 3 - 2  | Ceilândia            | 3 - 1 | 0 - 1  |

### Fase final
|  | Octavos de final            | Octavos de final            | Octavos de final            |            |   | Cuartos de final         | Cuartos de final         | Cuartos de final         |  |  | Semifinales               | Semifinales               | Semifinales               |  |  | Final                    | Final                    | Final                    |
|  | 31 de enero a 21 de febrero | 31 de enero a 21 de febrero | 31 de enero a 21 de febrero |            |   | 7 de marzo a 18 de marzo | 7 de marzo a 18 de marzo | 7 de marzo a 18 de marzo |  |  | 27 de marzo a 12 de abril | 27 de marzo a 12 de abril | 27 de marzo a 12 de abril |  |  | 25 de abril y 16 de mayo | 25 de abril y 16 de mayo | 25 de abril y 16 de mayo |
|  |                             |                             |                             |            |   |                          |                          |                          |  |  |                           |                           |                           |  |  |                          |                          |                          |
|  |                             |                             |                             |            |   |                          |                          |                          |  |  |                           |                           |                           |  |  |                          |                          |                          |
|  |                             |                             |                             |            |   |                          |                          |                          |  |  |                           |                           |                           |  |  |                          |                          |                          |
|  | Atlético Acreano            | 3                           | 1                           |            |   |                          |                          |                          |  |  |                           |                           |                           |  |  |                          |                          |                          |
|  | Atlético Acreano            | 3                           | 1                           |            |   |                          |                          |                          |  |  |                           |                           |                           |  |  |                          |                          |                          |
|  | Santos-AP                   | 2                           | 2                           |            |   |                          |                          |                          |  |  |                           |                           |                           |  |  |                          |                          |                          |
|  | Santos-AP                   | 2                           | 2                           | Santos-AP  | 2 | 2                        |                          |                          |  |  |                           |                           |                           |  |  |                          |                          |                          |
|  |                             |                             |                             |            | 2 | 2                        |                          |                          |  |  |                           |                           |                           |  |  |                          |                          |                          |
|  |                             | Paysandu                    | 3                           | 4          |   |                          |                          |                          |  |  |                           |                           |                           |  |  |                          |                          |                          |
|  | Interporto                  | Paysandu                    | 3                           | 4          | 0 | 0                        |                          |                          |  |  |                           |                           |                           |  |  |                          |                          |                          |
|  | Interporto                  |                             |                             |            | 0 | 0                        |                          |                          |  |  |                           |                           |                           |  |  |                          |                          |                          |
|  | Paysandu                    | 0                           | 4                           |            |   |                          |                          |                          |  |  |                           |                           |                           |  |  |                          |                          |                          |
|  | Paysandu                    | 0                           | 4                           | Paysandu   | 2 | 2                        |                          |                          |  |  |                           |                           |                           |  |  |                          |                          |                          |
|  |                             |                             |                             |            | 2 | 2                        |                          |                          |  |  |                           |                           |                           |  |  |                          |                          |                          |
|  |                             | Manaus                      | 1                           | 1          |   |                          |                          |                          |  |  |                           |                           |                           |  |  |                          |                          |                          |
|  | Manaus                      | Manaus                      | 1                           | 1          | 2 | 1                        |                          |                          |  |  |                           |                           |                           |  |  |                          |                          |                          |
|  | Manaus                      |                             |                             |            | 2 | 1                        |                          |                          |  |  |                           |                           |                           |  |  |                          |                          |                          |
|  | Remo                        | 0                           | 1                           |            |   |                          |                          |                          |  |  |                           |                           |                           |  |  |                          |                          |                          |
|  | Remo                        | 0                           | 1                           | Manaus     | 1 | 1 (4)                    |                          |                          |  |  |                           |                           |                           |  |  |                          |                          |                          |
|  |                             |                             |                             |            | 1 | 1 (4)                    |                          |                          |  |  |                           |                           |                           |  |  |                          |                          |                          |
|  |                             | Rio Branco-AC               | 1                           | 1 (2)      |   |                          |                          |                          |  |  |                           |                           |                           |  |  |                          |                          |                          |
|  | São Raimundo-RR             | Rio Branco-AC               | 1                           | 1 (2)      | 1 | 2                        |                          |                          |  |  |                           |                           |                           |  |  |                          |                          |                          |
|  | São Raimundo-RR             |                             |                             |            | 1 | 2                        |                          |                          |  |  |                           |                           |                           |  |  |                          |                          |                          |
|  | Rio Branco-AC               | 2                           | 2                           |            |   |                          |                          |                          |  |  |                           |                           |                           |  |  |                          |                          |                          |
|  | Rio Branco-AC               | 2                           | 2                           | Paysandu   | 2 | 1                        |                          |                          |  |  |                           |                           |                           |  |  |                          |                          |                          |
|  |                             |                             |                             |            | 2 | 1                        |                          |                          |  |  |                           |                           |                           |  |  |                          |                          |                          |
|  |                             | Atlético Itapemirim         | 0                           | 1          |   |                          |                          |                          |  |  |                           |                           |                           |  |  |                          |                          |                          |
|  | Sparta                      | Atlético Itapemirim         | 0                           | 1          | 1 | 1 (4)                    |                          |                          |  |  |                           |                           |                           |  |  |                          |                          |                          |
|  | Sparta                      |                             |                             |            | 1 | 1 (4)                    |                          |                          |  |  |                           |                           |                           |  |  |                          |                          |                          |
|  | Real Ariquemes              | 1                           | 1 (2)                       |            |   |                          |                          |                          |  |  |                           |                           |                           |  |  |                          |                          |                          |
|  | Real Ariquemes              | 1                           | 1 (2)                       | Sparta     | 1 | 0                        |                          |                          |  |  |                           |                           |                           |  |  |                          |                          |                          |
|  |                             |                             |                             |            | 1 | 0                        |                          |                          |  |  |                           |                           |                           |  |  |                          |                          |                          |
|  |                             | Luverdense                  | 0                           | 7          |   |                          |                          |                          |  |  |                           |                           |                           |  |  |                          |                          |                          |
|  | Corumbaense                 | Luverdense                  | 0                           | 7          | 0 | 2                        |                          |                          |  |  |                           |                           |                           |  |  |                          |                          |                          |
|  | Corumbaense                 |                             |                             |            | 0 | 2                        |                          |                          |  |  |                           |                           |                           |  |  |                          |                          |                          |
|  | Luverdense                  | 2                           | 3                           |            |   |                          |                          |                          |  |  |                           |                           |                           |  |  |                          |                          |                          |
|  | Luverdense                  | 2                           | 3                           | Luverdense | 0 | 1                        |                          |                          |  |  |                           |                           |                           |  |  |                          |                          |                          |
|  |                             |                             |                             |            | 0 | 1                        |                          |                          |  |  |                           |                           |                           |  |  |                          |                          |                          |
|  |                             | Atlético Itapemirim         | 1                           | 1          |   |                          |                          |                          |  |  |                           |                           |                           |  |  |                          |                          |                          |
|  | Operário-MS                 | Atlético Itapemirim         | 1                           | 1          | 1 | 0                        |                          |                          |  |  |                           |                           |                           |  |  |                          |                          |                          |
|  | Operário-MS                 |                             |                             |            | 1 | 0                        |                          |                          |  |  |                           |                           |                           |  |  |                          |                          |                          |
|  | Cuiabá                      | 0                           | 3                           |            |   |                          |                          |                          |  |  |                           |                           |                           |  |  |                          |                          |                          |
|  | Cuiabá                      | 0                           | 3                           | Cuiabá     | 2 | 1                        |                          |                          |  |  |                           |                           |                           |  |  |                          |                          |                          |
|  |                             |                             |                             |            | 2 | 1                        |                          |                          |  |  |                           |                           |                           |  |  |                          |                          |                          |
|  |                             | Atlético Itapemirim         | 3                           | 3          |   |                          |                          |                          |  |  |                           |                           |                           |  |  |                          |                          |                          |
|  | Atlético Itapemirim         | Atlético Itapemirim         | 3                           | 3          | 2 | 3                        |                          |                          |  |  |                           |                           |                           |  |  |                          |                          |                          |
|  | Atlético Itapemirim         |                             |                             |            | 2 | 3                        |                          |                          |  |  |                           |                           |                           |  |  |                          |                          |                          |
|  | Brasiliense                 | 1                           | 2                           |            |   |                          |                          |                          |  |  |                           |                           |                           |  |  |                          |                          |                          |

- Nota: En cada llave, el equipo ubicado en la primera línea es el que ejerce la localía en el partido de ida.

### Semifinales
| 27 de marzo de 2018 | Paysandu | 2:1     | Manaus | Estadio Leônidas Sodré de Castro, Belém, Pará |                                            |
|                     |          | Reporte |        | Asistencia: 5.180 espectadores Árbitro(s):    | Asistencia: 5.180 espectadores Árbitro(s): |

| 11 de abril de 2018 | Manaus | 1:2     | Paysandu | Arena da Amazônia, Manaus, Amazonas |             |
|                     |        | Reporte |          | Árbitro(s):                         | Árbitro(s): |

| 28 de marzo de 2018 | Luverdense | 0:1     | Atlético Itapemirim | Estadio Passo Das Emas, Lucas do Rio Verde, Mato Grosso |             |
|                     |            | Reporte |                     | Árbitro(s):                                             | Árbitro(s): |

| 12 de abril de 2018 | Atlético Itapemirim | 1:1     | Luverdense | Estadio Kléber Andrade, Cariacica, ES |             |
|                     |                     | Reporte |            | Árbitro(s):                           | Árbitro(s): |

### Final
| 25 de abril de 2018 | Atlético Itapemirim | 0:2     | Paysandu | Estadio Kléber Andrade, Cariacica, ES |             |
|                     |                     | Reporte |          | Árbitro(s):                           | Árbitro(s): |

| 16 de mayo de 2018 | Paysandu | 1:1     | Atlético Itapemirim | Estadio Olímpico do Pará, Belém, Pará |             |
|                    |          | Reporte |                     | Árbitro(s):                           | Árbitro(s): |

| Bandera del estado de Pará |
| Campeón                    |
| Paysandu 2.o título        |

## Goleadores
| Gols | Jogador      | Time                |
| ---- | ------------ | ------------------- |
| 9    | Cassiano     | Paysandu            |
| 6    | Eraldo       | Atlético Itapemirim |
| 3    | Eduardo      | Luverdense          |
| 3    | Hamilton     | Manaus              |
| 3    | Mike         | Paysandu            |
| 3    | Rafael Silva | Luverdense          |
| 3    | Rossini      | Manaus              |